# 송상현 (1941년)
송상현(宋相現, 1941년 12월 21일 ~ )은 대한민국의 법조인, 법학교육자 겸 국제사회운동 지도자이다.

## 이력
그의 본관은 신평이다. 행정고시와 사법고시에 합격하였고 서울대학교 법과대학 교수와 법과대학 학장 등을 역임하였다. 이후 국제형사재판소(International Criminal Court: ICC) 소장을 역임 하였다.

## 생애

### 생애 초기
그는 독립운동가 송진우의 손자이자 송영수의 아들로 경기도 양주군 노해면 창동리 (현 도봉구 창동) 281번지에서 태어났다. 전 국무총리 김상협(金相浹)의 장녀와 결혼하여 맏사위가 되었다.
1959년 경기고등학교를 졸업하고, 1963년 2월 서울대 법과대학을 졸업했다. 재학중인 1962년 제14회 고등고시 행정과와 1963년 제16회 고등고시 사법과에 합격 하여 법조인이 되었다. 그 뒤 공직에 투신하여 1964년 3월 총무처 직위분류과 제5계장(사무관)이 되었으나 그해 군에 입대하여 1964년 12월 육군법무장교 중위로 임관하여 법무관을 역임했다. 1966년 8월 서울대학교 사법대학원에서 법학석사 학위를 받았고, 그 뒤 해외에 유학, 미국 툴레인 대학교와 영국 케임브리지대학을 거쳐 1970년 미국 코넬 대학교 로스쿨에서 법학박사 (S.J.D.) 학위를 받았다.

### 법조인 활동
귀국 전에 미국의 뉴욕법률사무소에서 외국변호사로서 일한바 있고, 1972년 9월 5일 서울대학교 법과대학 조교수로 부임한 후 35년간 계속 모교인 서울대학교 법과대학에서 교수로 활동, 후학을 양성하는 데 힘을 쏟았다. 1974년 7월부터 독일 함부르크 대학 방문 연구원을 1년간, 그리고 1978년 8월부터 미국 하버드대학교 법과대학 방문 연구원을 1년간 역임하고 귀국했다. 서울대학교내의 보직 중에서는 1996년 법과대학장으로 선임되어 2년간, 그리고 2000년부터 3년간 서울대학교 BK 21세기 세계속의 한국법의 발전교육연구단장으로 봉직한 바 있다.
1979년부터 대법원 송무제도개선위원, 1981년부터 법무부 정책자문위원, 1985년부터 법제처 자문위원 및 한국법제연구원 초대 이사 등의 자격으로 20년 이상 꾸준히 대한민국 사법제도의 전반적 개혁에 심혈을 기울였다. 뿐만 아니라 1993년 대법원 사법제도발전위원회 제3분과위원장, 2005년에는 사법제도개혁추진 대통령위원회위원으로서 각종 사법제도의 국민친근성 및 국제화에 앞장 섰다. 또한 한국경제와 산업분야의 발전을 위하여 재무부, 법무부, 문화공보부, 과학기술처, 상공부, 정보통신부, 외교통상부, 특허청, 한국증권거래소, 한국소비자보호원, 해운산업연구원, 한국발명진흥회 등 정부 또는 공공기관에 필요한 자문활동을 하였다. 각 분야의 학문활동 이외도 1982년 이래 대한상사중재원 중재인, 1986년부터 세계은행 투자분쟁해결센터 중재인, 1994년부터 세계지적재산권기구 (WIPO)의 중재인, 1997년 특허청 자문위원장 등의 활동을 하였고, 2005년 12월 8일 대한민국 산업자원부의 추천으로 산업자원부 무역위원회 위원장에 임명되었다. 사법연수원 운영위원장, 대법관 추천자문위원장, 국가인권위원회 정책자문위원장으로 활동하고 있다.
한편 군사정권 시절 데모를 한 전력이 있는 수험생을 면접단계에서 탈락시키도록 되어있는 사법시험제도의 문제점을 시정하도록 관철시켜 많은 제자를 구제하였고, 각종 상담, 외국 유학, 학위과정 이수 등과 관련하여 제자들에게 적극적인 지원을 아끼지 않았다.

### 학문활동
교수로서 재임하는 동안 왕성한 저술활동과 국내외 학문활동을 하였다. 해방 후 계속 강의교과목으로 지정되어있으나 한번도 강의한 일이 없는 해상법을 부활시켜 그 이론과 실무를 활성화했고, 외국서적의 번역을 통하여 대한민국에서 처음으로 법을 경제학적 관점에서 분석하여 비용효과분석을 하는 법경제학적 접근방법을 도입하였으며, 자본주의가 고도로 발달된 경제사회에 적용될 수 있는 고등 회사법을 소개하였다. 그 외에도 국제거래법과 지적재산권법의 강의를 대학에서 최초로 시작하였고 민사소송에 대한 대체적 분쟁해결방법으로서 중재, 조정, 알선, 화해 등을 보급하는 등 서구의 신학문을 도입함으로써 한국법의 일본식민지 의존을 과감하게 탈피하는데 앞장섰다. 뿐만 아니라 여러 나라의 세계중심대학에서 한국법 강좌를 개설하여 대한민국 법제를 널리 소개하는 동시에 한국법의 세계화에 선구적 노력을 기울였다. 한국법학계의 편협한 전공별 영토의식을 극복하고자 학제간 연구를 앞장 서 실천하였고 유네스코 한국위원회 사회과학위원 (1999-2001)을 역임하기도 하였다. 또한 Law and Society Group of Korea 대표 (1975-1984), 민사판례연구회장 (1990-2003), 사단법인 한국 지적소유권학회 초대회장 (1986-1996), 국제거래법학회 초대회장 (1991-1994), 한국 디지털재산법학회 초대회장 (2001-2003), 그리고 대한민국 건국 50주년기념 제1회 한국법학자대회 조직위원장 겸 대회장 (1998) 및 한국법학교수회장 (1999-2005) 등을 맡아 학계와 실무계를 연결하고 협동하여 그 구심점의 역할을 수행하였다. 국제거래법학회는 초대회장인 그의 공적을 기리어 그의 아호를 딴 심당국제학술상을 제정하여 매년 상금과 함께 시상하고 있다. 2007년 2월 정년퇴임과 동시에 서울대학교 명예교수로 추대되었다.

### 사회봉사활동
1980년대부터 초부터 저작권, 상표권, 컴퓨터프로그램보호권 등의 보호와 인식제고 및 분쟁해결을 위하여 정부와 협조하여 수년간 관계법의 개정과 여러 가지 교육 캠페인을 했다. 또한 1980년대 초부터 소외된 가정의 어린이들을 위한 어린이도서실을 운영하였다. 어린이도서실에 관한 아이디어는 후일 에스콰이어 그룹의 이인표 회장이 국내외 각지 20여 곳에 이인표어린이도서관을 세우는 직접적 동기가 되었고, 한국의 법학, 사회학, 정치학, 행정학, 경영학 및 교육학 등 6개 사회과학분야의 국제적 자료를 갖춘 한국사회과학도서관 (현 사회과학자료원)이 탄생하는 계기가 되었다. 1993년 유니세프 법률가클럽을 시작함으로써 1994년 유니세프한국위원회가 탄생하는 데에 기여하여 1998년부터 유니세프한국위원회 부회장으로 봉사하였고, 그리고 1999년부터 10년간 재단법인 한국백혈병어린이재단 이사장으로서 아픈 어린이의 치료와 사회적 복지의 신장을 위하여 힘썼다. 나아가서 불우한 여성의 법률적 보호를 위한 법률구조법인인 대한가정법률복지상담원의 설립에 관여하였고 현재 그 이사로 활동하고 있다. 1992년부터 4년간 한국대학골프연맹 회장으로서 그리고 1994년부터 2년간 대한골프협회 이사로서 대학생선수들을 위한 전국대회를 정기적으로 개최하였다. 1999년 이래 국제자연보전연맹한국위원회 이사, 1999년부터 아주대학교 재단이사, 2000년 이래 아름다운재단 이사, 2001년부터 화정박물관을 운영하는 재단법인 한빛문화재단의 이사, 그리고 2003년부터 재단법인 한국의학교육평가원의 이사로서 활동하고 있으며, 지난 2012년 유니세프 한국위원회 회장에 취임하였다.

### 국제활동
1989년 9월 미국 플로리다대학교 법대교수에, 그리고 1990년 7월 호주 멜보른대학교 법대교수에 임명되었다. 1991년 1월 미국 하버드대학교 법대 방문교수에 임명되어 2003년까지 매 3년마다 한 학기씩 한국법 강의를 했고 1994년 뉴질랜드 웰링턴대학교 법과대학 교수로 활동했다. 1994년 2월 12일 세계에서 가장 뛰어난 법학자 25인중의 1인으로 선정되면서 미국 뉴욕대학교 법대 석좌교수 (Inge Rennert Distinguished Professor of Law)에 임명되는 영예를 안았으며, 1996년 1월 미국 컬럼비아대학교 법대 교수를 지냈다. 또한 1995년부터 미국 시애틀에 있는 워싱턴대학이 간행하는 Pacific Rim Law and Policy Journal, 호주 멜보른대학교에서 간행하는 Australian Journal of Asian Law 의 국제자문위원 및 카타르대학이 진행하는 International Review of Law의 편집인으로 그 편집과 간행에 도움을 주었다. 2002년 1월 호주 멜보른대학교로부터 Professorial Fellow with Title of Professor로 임명되었다. 그 외에 2003년부터 4년간 미국의 코넬대학교 평의회의원을 역임했다.
2002년 7월 국제형사재판소 (ICC)가 설립되자 그는 초대 재판관후보로서 정부의 지명을 받았고, 2003년 2월 85개 회원국 중 65개국 지지를 받아 재판관에 당선되어 그해 3월 10일 국제형사재판소 초대 재판관에 취임하였다. 2006년 재선에 성공하여 도합 12년간 국제형사재판소 상고심 재판관으로 많은 상고사건을 판결했다.
2009년 3월 11일 그는 국제형사재판소 동료 재판관들의 추천을 받아 2대 재판소장에 선임되었다. 국제형사재판소는 그를 소장으로 선임한 이유로 “송 신임 소장은 법원운영, 형사소송절차, 증거법 등과 관련해 실무와 학문을 겸비한 폭넓은 경험을 갖고 있다"고 밝혔다. 2012년 소장에 연임되었고 2015년 3월 10일 국제형사재판소장의 직에서 퇴임하였다.
퇴임 후 2015년 독일정부가 설립한 International Nuremberg Principles Academy의 자문위원, 네델란드 헤이그 시정부의 The Hague Peace and Justice Project Foundation의 자문위원, Global Justice Leadership의 회원 및 Wildlife Justice Ambassador로 각 임명되었다.

## 학력
- 서울 경기고등학교 졸업
- 서울대학교 법과대학 학사
- 서울대학교 사법대학원 법학석사 학위
- 미국 툴레인 대학교 법학대학원 석사 학위 (LL.M.)
- 영국 케임브리지 대학교 대학원 수료 (Diploma)
- 미국 코넬 대학교 로스쿨 법률과학박사 학위(S.J.D.)

## 상훈
1994년 코넬대 최우수동문상, 1997년 국민훈장모란장, 1998년 한국법률문화상, 2003년 자랑스러운 경기인상, 2006년 자랑스러운 서울법대인 상, 2008년 서울대 관악대상 (영광부문)을, 그리고 2012년 한국풀브라이트동문회 자랑스러운 동문상을 각각 수상하였다. 2007년 문화일보가 선정한 <3.1절 88돌 특집> 21세기 글로벌 강국을 이끄는 33인의 러더로 선정되었다. 2009년 5월에는 제5회 영산법률문화상을 수상하였고, 동년 10월에는 서울대학교에서 그의 업적을 기려 법과대학 본관 6층의 모의법정실을 송상현홀로 헌정하였다. 2011년 대한민국 인권상 국민훈장 무궁화장을 수상하였고, 2012년에는 세계변호사협회 (International Bar Association IBA)로부터 법의 지배상 (The Rule of Law Award)을 받았고, 2015년 퇴임 직후에는 네델란드 정부로부터 화란최고기사십자대훈장 (Ridder Grootkruis)를 수훈하였다.

## 가족 관계
- 조부: 송진우
- 조모: 유차(柳次)
  - 부친: 송영수(宋英洙)
  - 모친: 김현수(金賢洙)
    - 부인: 김명신(金明信)
      - 장남: 송재혁(宋在爀)
      - 며느리: 김소영(金昭英)
        - 손녀: 송찬유(宋贊裕)

      - 장녀: 송유진(宋有鎭)
      - 사위: 이재명(李載明)
        - 외손: 이민행(李玟行)